# Cellifera
Cellifera is een geslacht van vlinders van de familie bladrollers (Tortricidae), uit de onderfamilie Olethreutinae.

## Soorten
- C. cellifera (Meyrick, 1912)
- C. deceptor (Diakonoff, 1966)
- C. mormopa (Meyrick, 1906)
- C. quartaria (Diakonoff, 1973)